# Will Rokos
Pour les articles homonymes, voir Roko.
Will Rokos est un acteur, scénariste et producteur de cinéma américain né en 1965 à Hickory Flat (en) (Géorgie).

## Filmographie

### Acteur
- 1987 : Galactic Gigolo (en) de Gorman Bechard : le vendeur de tartes
- 2001 : À l'ombre de la haine de Marc Forster : Velesco, un gardien
- 2004 : Trespassing de James Merendino : John Bryce
- 2005 : Shadowboxer de Lee Daniels : Ace

### Scénariste

#### Cinéma
- 2001 : À l'ombre de la haine de Marc Forster (également coproducteur)
- 2005 : Shadowboxer de Lee Daniels

#### Télévision
- 2012-2013 : Copper (23 épisodes) (également producteur)
- 2011 : Southland (2 épisodes) (également producteur)

## Distinctions
pour le scénario de À l'ombre de la haine

### Récompenses
- Satellite Awards 2002 : Satellite Award du meilleur scénario original
- American Screenwriters Association Awards 2002 : Discover Screenwriting Award (en)

### Nominations
- Oscars du cinéma 2002 : Oscar du meilleur scénario original
- Writers Guild of America Awards 2002 : Meilleur scénario original